# Reddy De Mey
Reddy De Mey (Oostende, 25 juni 1944) is een Belgisch voormalig journalist voor de VRT. Hij werd in 2004 politicus namens het Vlaams Belang.

## Levensloop
Reddy De Mey werkte tijdens de jaren 1970 en 1980 voor de BRT als journalist en verslaggever. Zijn beroemdste moment vond plaats in 1987 toen hij bij de scheepsramp met de Herald of Free Enterprise voor de kust van Zeebrugge meteen ter plekke was en als enige journalist vanop het gekapseisde schip verslag uitbracht.
Tijdens de jaren 1990 werkte hij mee aan het humaninterestprogramma Afrit 9. De Mey had altijd al een interesse in nieuws bekeken vanuit de ogen van de gewone man. Voorts was hij te zien in Familie Backeljau (1993), Buiten De Zone (1994) en Misstoestanden (2000).
In 1999 werd De Mey door de VRT ontslagen en ging hij met pensioen. Men verweet hem onder meer dat hij te graag in beeld verscheen tijdens reportages. Hij probeerde nog actief te blijven bij VTM en VT4 en als anoniem medewerker aan Jurgen Verstrepens radioprogramma "ZwartWit". Verstrepen, die later naar het Vlaams Belang overstapte, bezorgde De Mey ook een plaats in deze partij. Eerder was De Mey nog lid van de SP en de lokale Oostendse partij Demo. Tijdens de Federale Parlementsverkiezingen van 2007 haalde De Mey 3473 stemmen.
In 2014 stond hij als lijstduwer op de Vlaams Belang-lijst voor de Europese verkiezingen. Hij raakte niet verkozen.
Bij de gemeenteraadsverkiezingen van 2018 stond hij op de 5e plaats van Vlaams Belang in Oostende. Hij raakte verkozen.
Na de parlementsverkiezingen van 2019 kwam hij door opvolging van Kurt Ravyts te zetelen als provincieraadslid van West-Vlaanderen.